# Enni (berg i Färöarna, Norðoyar)
Enni är ett berg i Färöarna (Kungariket Danmark).   Det ligger i sýslan Norðoyar, i den nordöstra delen av landet, 40 km norr om huvudstaden Tórshavn. Toppen på Enni är 651 meter över havet. Enni ligger på ön Viðoy.
Terrängen runt Enni är kuperad. Havet är nära Enni åt nordost.  Närmaste större samhälle är Klaksvík, 9,4 km sydväst om Enni. Trakten runt Enni består i huvudsak av gräsmarker.